# Otto Böckel
Pour les articles homonymes, voir Bockel.
Otto Böckel, généralement appelé Otto Boeckel, (né le 2 juillet 1859 à Francfort-sur-le-Main et mort le 17 septembre 1923 à Michendorf, arrondissement de Zauch-Belzig) est un folkloriste allemand (en particulier chercheur de chansons folkloriques), publiciste et homme politique. En tant que représentant des intérêts des petits propriétaires de Hesse (« roi paysan de Hesse »), il se retourne contre les propriétaires terriens aristocratiques et le capitalisme, mais surtout contre les « juifs usuriers », qu'il rend responsables des problèmes économiques. Il utilise également le pseudonyme Dr. Capistrano. Böckel est l'un des principaux représentants de l'antisémitisme politique dans l'Empire allemand. En 1890, il fonde le Parti populaire antisémite, qui deviendra plus tard le Parti allemand de la réforme en 1893. Représentant la circonscription de Marbourg-Frankenberg (de), il est député du Reichstag de 1887 à 1903.

## Biographie
Otto Böckel est le fils du tailleur de pierre Gustav Böckel et de sa femme Anna. À partir de 1878, il étudie le droit et l'économie à Giessen et Heidelberg, puis les langues modernes à Marbourg et Giessen. À Gießen, il devient membre de la Gießener Burschenschaft Germania (de) en 1879. En 1882, il reçoit son doctorat à Marbourg sous la direction du romaniste Edmund Stengel (de) et accepte un poste à la bibliothèque universitaire. Dès lors, Böckel se consacre aux études ethnologiques, en particulier à la recherche sur les chants folkloriques et la culture rurale quotidienne en Hesse. Sa transfiguration de la vie paysanne, imprégnée de romantisme agraire et d'antisémitisme, est fortement basée sur Wilhelm Heinrich Riehl, mais a aussi des traits anti-conservateurs et anti-autoritaires. Böckel tire probablement ses théories du complot juif des travaux des antisémites français Alphonse de Toussenel et Édouard Drumont.

### Le chemin vers la politique

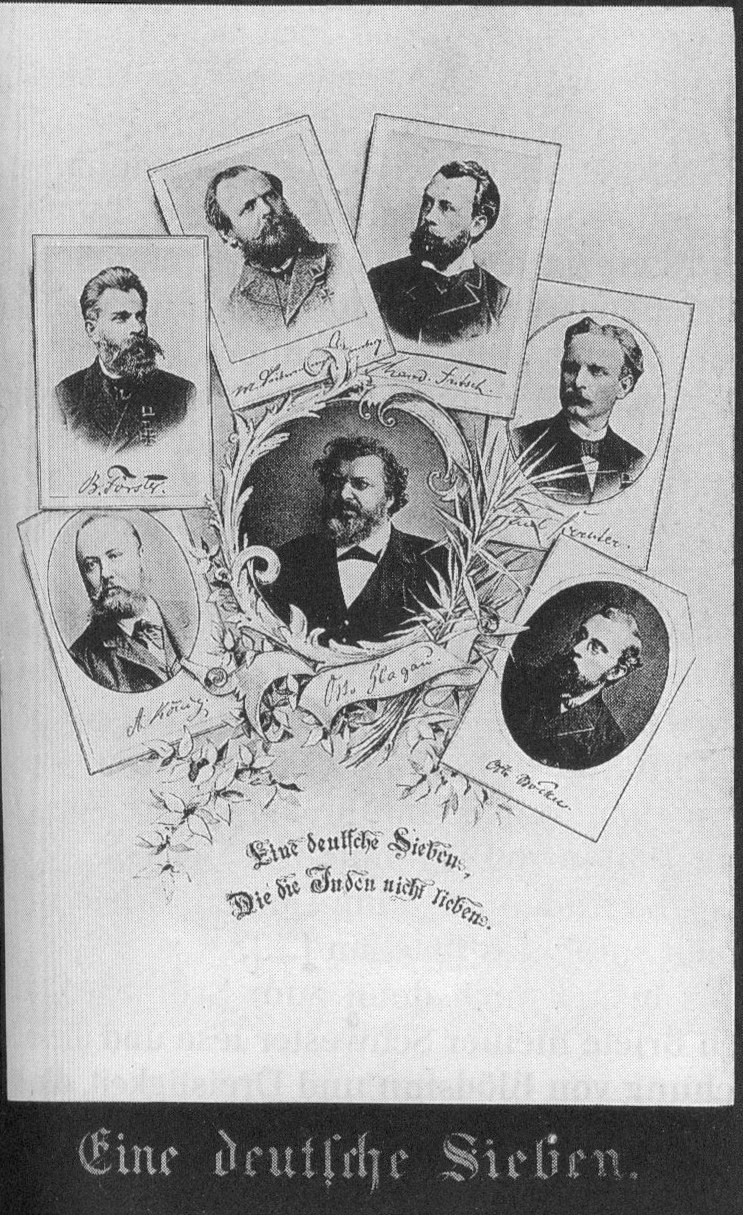
"Mouvement de Berlin": Otto Glagau (au milieu), dans le sens des aiguilles d'une montre Adolf König, Bernhard Förster, Max Liebermann von Sonnenberg, Theodor Fritsch, Paul Förster et Otto Böckel, vers 1880

Otto Böckel se considére toute sa vie comme un combattant de la petite paysannerie de sa région natale de l'électorat de Hesse, menacée par la crise agricole. Il considère que les coupables du déclin de la paysannerie sont les marchands de bétail et les prêteurs juifs, qui ont porté préjudice aux paysans en pratiquant l'usure, en vendant leurs biens aux enchères forcées ("boucherie des biens") pour spéculer sur les terres.
Un procès spectaculaire contre Conrad Hedderich, qui a assassiné ses créanciers juifs (bien qu'il a été acquitté faute de preuves), motive Böckel à devenir politiquement actif.

### Le "roi paysan de Hesse"
Dès lors, Böckel et quelques personnes partageant les mêmes idées parcourent les villages de Hesse et trouvent des partisans enthousiastes parmi les petits agriculteurs, les classes inférieures rurales et des petites villes et parmi les étudiants de Marbourg, qui le célèbrent comme le " Roi paysan de Hesse". En 1886, il prononce également un discours à la brasserie Bock de Berlin, qui contribue au financement du mouvement. Le cœur de son agitation est le slogan " L'Allemagne aux Allemands ", qui devient le slogan du Deutschvölkischer Schutz- und Trutzbund en 1919. Son agitation est soutenue par les journaux Die Wucherpille (de), Reichsgeldmonopol et Reichsherold, que Böckel publie ou pour lesquels il écrit (notamment sous le pseudonyme Dr. Capistrano - une référence à l'inquisiteur médiéval Jean de Capistran).
Le « roi paysan de Hesse » ne se classe pas lui-même dans l'éventail politique "de droite". Avec son slogan « contre les junkers et les juifs », il lie les idées anti-conservatrices et antisémites. Lors des élections du Reichstag de 1887, il est élu au Reichstag pour la 5e circonscription du district de Cassel (de) (Marbourg-Kirchhain), en tant que premier antisémite indépendant. Böckel poursuit une forme d'antisémitisme d'entraide qui vise à rendre les paysans indépendants du capital juif. Il fonde l'Union des paysans de l'électorat de Hesse, qui, sous la direction d'Alfred Winkler, ne rejoint pas le mouvement antisémite. En conséquence, Böckel fonde l'Association des agriculteurs d'Allemagne centrale en 1890. Il promeut des coopératives agricoles, des conseils juridiques pour les agriculteurs endettés et organise des marchés de bétail « sans juifs ». En 1890, Böckel fonde le Parti populaire antisémite, rebaptisé Parti allemand de la réforme en 1893. Cependant, sa sphère d'influence politique réelle reste limitée à l'électorat de Hesse. En 1890, 1893 et 1898, Böckel est réélu à Marbourg, bien qu'il se heurte à l'opposition de tous les autres partis. Les autorités craignent que les campagnes électorales agressives de Böckel n'encouragent l'agitation foncière sociale-démocrate. C'est pourquoi ils encouragent la création d'organisations d'entraide indépendantes basées sur le principe Raiffeisen.

### Déclin politique
Un scandale entourant un enfant illégitime et le détournement de fonds de l'Association des agriculteurs d'Allemagne centrale pour l'agitation électorale conduisent Böckel à quitter Marbourg en 1894. Lorsque sa tentative d'empêcher la fusion de son Parti réformiste allemand avec le Parti social allemand échoue, Böckel démissionne du parti et du groupe parlementaire. Il critique la proximité du nouveau Parti social allemand de la réforme avec les conservateurs et la Fédération des agriculteurs, qu'il a combattus en tant qu'opposants politiques en Hesse. La renaissance du Parti populaire antisémite avec Hermann Ahlwardt (de) échoue. En 1903, Böckel perd sa circonscription de Marburg au profit du libéral de gauche et ancien antisémite Hellmut von Gerlach. Le mouvement antisémite en Hesse s'est entre-temps apaisé en raison du succès du mouvement Raiffeisen et a été absorbé par la Fédération des agriculteurs, pour laquelle Böckel travaille également comme agitateur de 1897 à 1899. Toutes les tentatives de Böckel pour reprendre pied dans le mouvement antisémite échouent. L'Association populaire allemande, fondée avec Paul Förster et Hans von Mosch, reste insignifiant et un retour dans sa circonscription de Marburg lors des élections du Reichstag de 1912 échoue de nouveau.

### Conséquences
Otto Böckel décède à Michendorf à l'âge de 64 ans. Les nationaux-socialistes le considèrent comme un pionnier de leurs idées. Les principaux nationaux-socialistes de Hesse, tels que le futur président de l'État Ferdinand Werner, ont été actifs dans le mouvement Böckel dans leur jeunesse.
En 1967, Fred H. Richards compte les liens de l'antisémitisme de Böckel dans les programmes des partis du NSDAP et du NPD.

## Œuvres (sélection)

### Écrits folkloriques
- Deutsche Volkslieder aus Oberhessen, 1885
- Der deutsche Wald im deutschen Lied, 1899
- Dorfbilder aus Hessen und der Mark, 1908
- Psychologie der Volksdichtung, 1913
- Seelenland. Bilder aus deutscher Heldenzeit, 1913
- Das deutsche Volkslied, 1917

### Écrits antisémites
- Die Juden – Die Könige unserer Zeit, 1887, wieder 1901
- Die Quintessenz der Judenfrage, 1889
- Nochmals: Die Juden – die Könige unserer Zeit, 1901